# 高村山荘

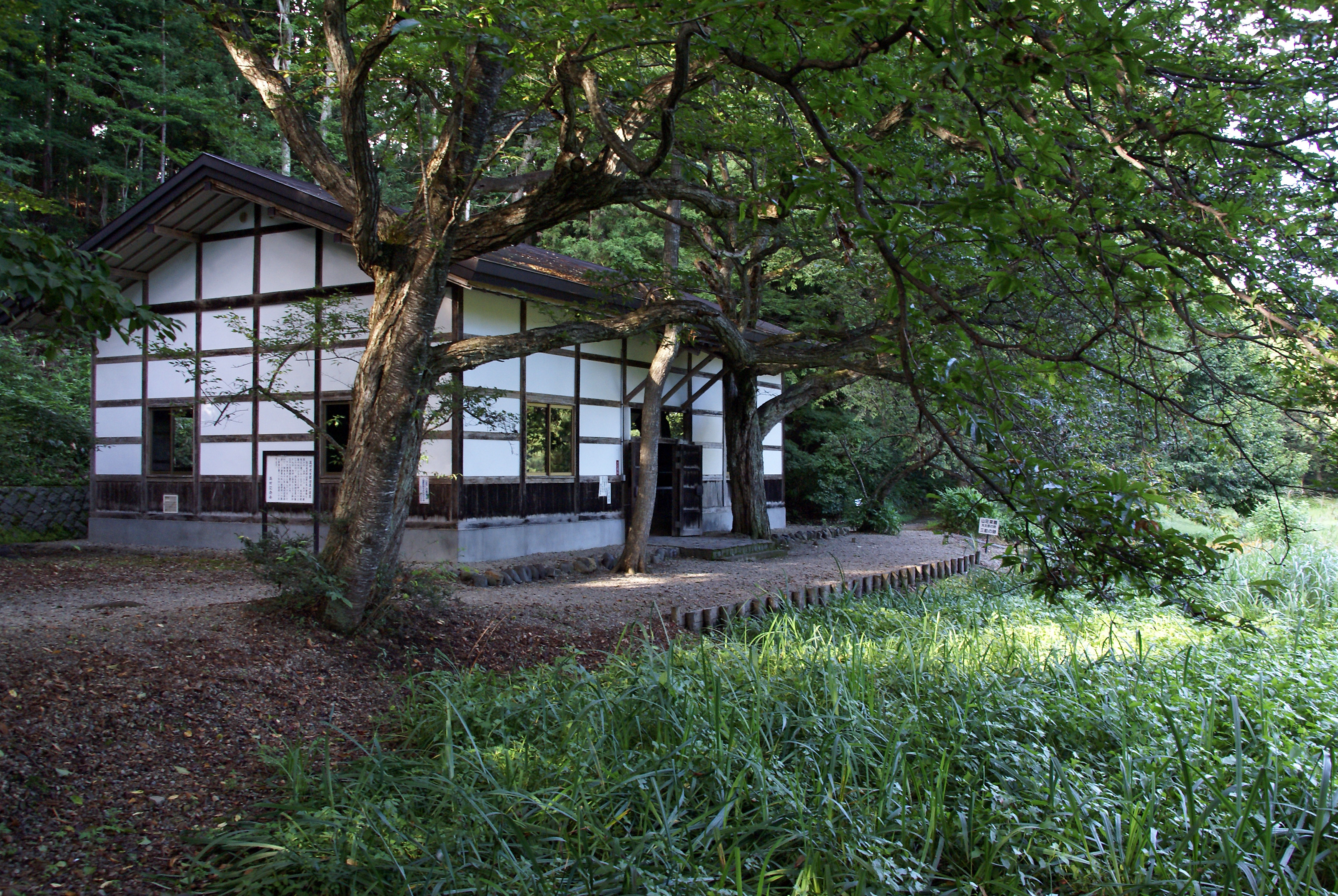
外観（外部蓑屋）

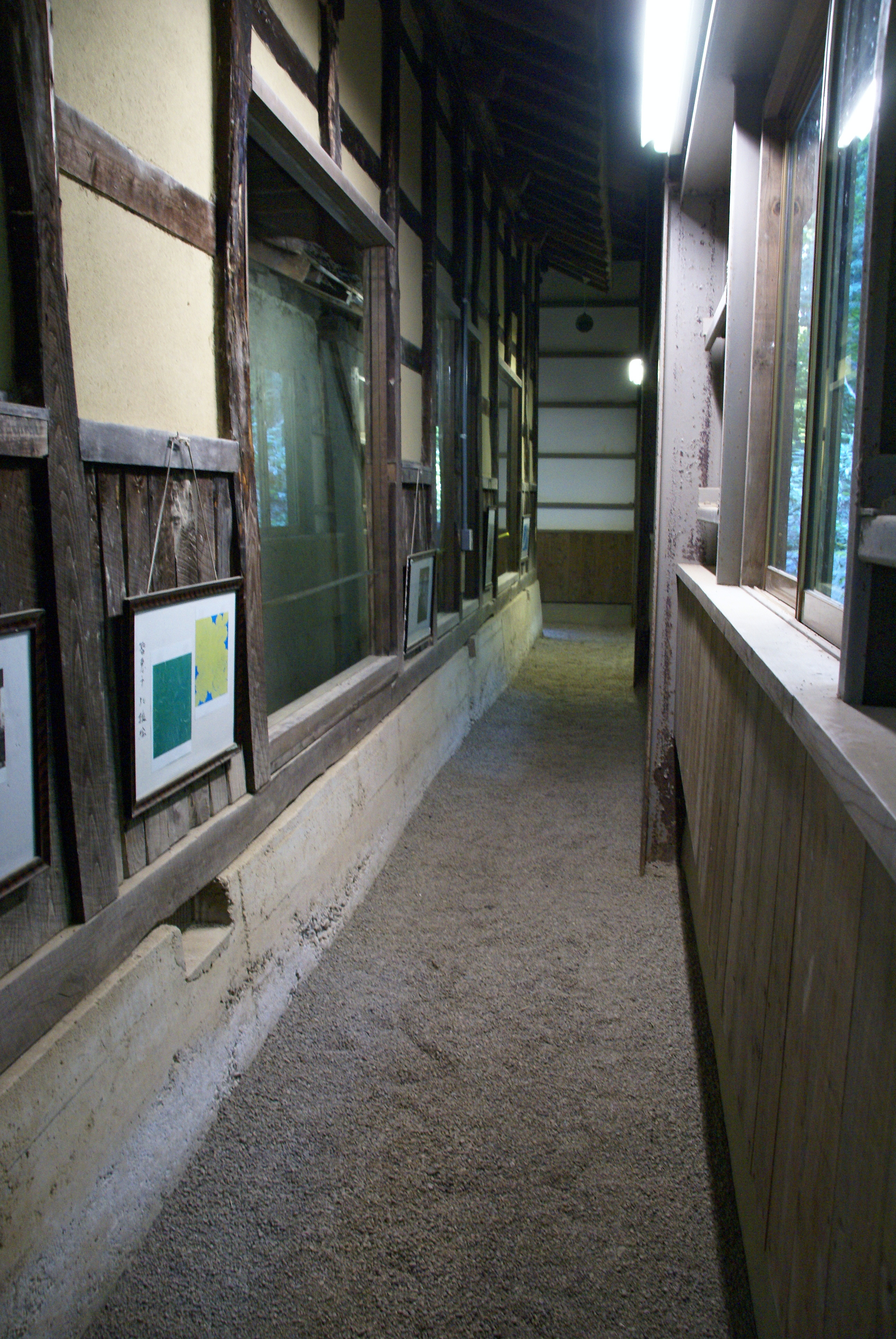
左側が内部蓑屋

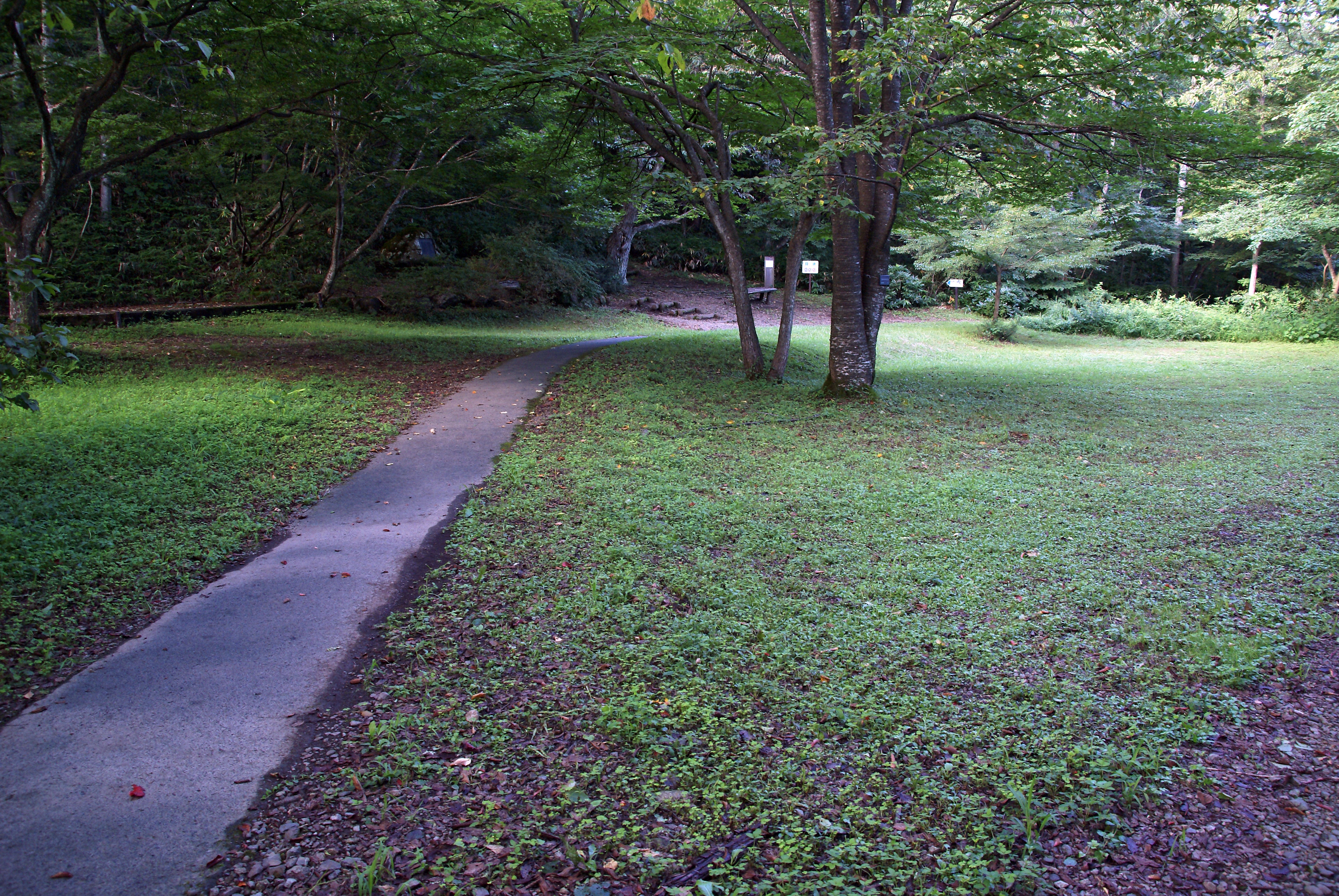
「雪白く積めり」詩碑の近く

高村山荘（たかむらさんそう）は、岩手県花巻市にある彫刻家・詩人の高村光太郎の旧居。旧居と、高村記念館を含めた一帯の名称として用いられることもある。一般財団法人 花巻高村光太郎記念会が管理する。

## 概要
高村光太郎（1883年 - 1956年）は、1945年5月に東京の自宅兼アトリエを東京大空襲で失い、宮沢賢治の父の宮沢政次郎および実弟の宮沢清六を頼って花巻の宮沢家に疎開した。しかし、宮沢家も同年8月に花巻空襲により焼失したため、同年秋から小屋を設けて住むこととした。それがこの高村山荘である（当時は太田村に所在）。以来、十和田湖畔の「乙女の像」制作のため当地を離れる1952年までの晩年の7年間を独りで過ごした。この生活には戦争中に戦意高揚のために多くの詩を作ったことへの贖罪の意味があったとされる。面積は土間を含めても15畳程度と小さく、柱が細くて造作も粗末。この旧居を保存するために、二重に蓑屋で囲われている。蓑屋の入口には、草野心平の書「無得殿」が掲げてある。
内部は、障子に書かれた日時計、厠の「光」という文字の明かり取り、般若心経の文字や光太郎の自画像などに至るまで、光太郎が生活した当時のまま保存されている。
山荘の周辺は、高村記念館のほか、湧き水「智恵子抄泉」、「雪白く積めり」などの詩碑、「智恵子展望台」が整備され、散策路で結ばれている。

## 建築概要
- 延床面積 - 約22.5m2、うち約7.5m2は土間
- 構造 - 木造、平屋建、杉皮葺
- 覆い屋
  - 内側の蓑屋 - 1957年竣工（村民らによる工事）
  - 外側の蓑屋 - 1977年竣工

## 利用情報
- 開館時間 - 8:00〜17:00
- 休館日 - 12月16日〜3月31日
- 所在地 - 〒025-0037 岩手県花巻市太田3-91-3

## 交通アクセス
- 花巻駅から13km、タクシーで約25分
- 新花巻駅から18km
- 東北自動車道花巻南ICから11km

## 周辺情報
- 高村記念館
- 花巻歴史民俗資料館
- 花巻温泉